# 宋梅
宋梅（?—?），贵州瓮安人，清政治人物、進士出身。
乾隆七年（1742年）壬戌科進士，三甲一百四十四名，后事不詳。